# Ascoli Calcio 1898 FC 2021-2022
Questa voce raccoglie le informazioni riguardanti l'Ascoli Calcio FC 1898 nelle competizioni ufficiali della stagione 2021-2022.

## Stagione
Nella stagione 2021-2022 l'Ascoli disputa il campionato cadetto, raccoglie 65 punti con il sesto posto finale, disputa i Play-off, il 13 maggio nel turno preliminare di fa superare in casa dal Benevento (0-1), che si era piazzato settimo con 63 punti. Si inizia il torneo con il confermato tecnico Andrea Sottil, discreto il girone di andata, nel quale i bianconeri raccolgono 29 punti, ottimo il girone ritorno, nel quale fanno meglio di tutti, ottenendo 36 punti, nel computo totale ottengono il sesto posto. Ma si fanno sorprendere nel decisivo turno preliminare dei Play-off dal Benevento. Il miglior marcatore ascolano con 9 reti firmate è stato Federico Dionisi. Nella Coppa Italia i marchigiani subito eliminati nei trentaduesimi (3-1) dall'Udinese.

## Divise e sponsor
| Casa | Trasferta | Terza maglia |

Sponsor tecnico: Nike.

## Organigramma societario
Area direttiva
- Patron: Massimo Pulcinelli
- Presidente: Carlo Neri
- Vicepresidente vicario: Andrea Di Maso
- Vicepresidente: Vittorio Cimin
- Direttore generale: Piero Ducci (fino al 03/09/2021), poi Claudio Tanzi (dall'08/09/2021)
- Amministratore delegato: Andrea Leo
- Ufficio Amministrazione: Grazia Maria Di Silvestre, Gaia Gaspari
- Ufficio legale: Maria Cristina Celani
- Segretario generale: Marco Maria Marcolini
- Delegato alla Sicurezza: Mauro Cesari
- Vice delegato alla sicurezza: Orietta Contisciani

Area comunicazione e marketing
- Responsabile Marketing: Domenico Verdone
- Responsabile Comunicazione e Addetto Stampa: Valeria Lolli
- Responsabile Biglietteria: Marco Maria Marcolini
- Supporter Liaison Officer: Giuseppe Cinti

Area sportiva
- Direttore sportivo: Fabio Lupo (fino all'11/10/2021), poi Marco Valentini (dal 31/10/2021)
- Team Manager e Segretario sportivo: Mirko Evangelista
- Coordinatore Settore Giovanile: Gianmarco Marucchi

Area tecnica
- Allenatore: Andrea Sottil
- Vice allenatore: Simone Baroncelli
- Preparatore dei portieri: Amedeo Petrazzuolo
- Responsabile preparatore atletico: Ignazio Cristian Bella
- Preparatore Atletico: Vincenzo Paradisi
- Match analyst: Salvatore Gentile
- Collaboratore Tecnico: Gianluca Cristaldi
- Recupero infortunati: Nazzareno Salvatori
- Magazzinieri: Emidio Alessi, Marco Bonfini, Gaetano Camaioni, Alessandro Giacobbi

Area sanitaria
- Responsabile area medica: Renzo Mandozzi
- Responsabile sanitario: Serafino Salvi
- Fisioterapisti: Emiliano Di Luigi, Andrea Santori
- Collaboratore: Teodoro De Luca

## Rosa
| N. |                        | Ruolo | Calciatore             |
| -- | ---------------------- | ----- | ---------------------- |
| 1  | Italia (bandiera)      | P     | Nicola Leali           |
| 2  | Italia (bandiera)      | D     | Alessandro Salvi       |
| 3  | Italia (bandiera)      | D     | Tommaso D'Orazio       |
| 4  | Slovenia (bandiera)    | D     | Aljaž Tavčar           |
| 5  | Italia (bandiera)      | D     | Gian Filippo Felicioli |
| 6  | Italia (bandiera)      | D     | Federico Baschirotto   |
| 7  | Italia (bandiera)      | A     | Elia Petrelli          |
| 7  | Italia (bandiera)      | C     | Luca Paganini          |
| 8  | Italia (bandiera)      | C     | Manuele Castorani      |
| 8  | Italia (bandiera)      | A     | Federico Ricci         |
| 9  | Italia (bandiera)      | A     | Federico Dionisi       |
| 10 | Germania (bandiera)    | C     | Abdelhamid Sabiri      |
| 11 | Bulgaria (bandiera)    | A     | Atanas Iliev           |
| 12 | Italia (bandiera)      | P     | Luca Bolletta          |
| 13 | Italia (bandiera)      | P     | Enrico Guarna          |
| 14 | Stati Uniti (bandiera) | A     | Giuseppe Barone        |
| 15 | Italia (bandiera)      | D     | Danilo Quaranta        |
| 18 | Italia (bandiera)      | C     | Michele Collocolo      |

| N. |                                 | Ruolo | Calciatore           |
| -- | ------------------------------- | ----- | -------------------- |
| 21 | Grecia (bandiera)               | C     | Chrīstos Dōnīs       |
| 23 | Austria (bandiera)              | D     | Lukas Spendlhofer    |
| 24 | Grecia (bandiera)               | D     | Anastasios Aulōnitīs |
| 26 | Marocco (bandiera)              | A     | Soufiane Bidaoui     |
| 27 | Italia (bandiera)               | C     | Mirko Eramo          |
| 29 | Italia (bandiera)               | A     | Filippo Palazzino    |
| 30 | Bosnia ed Erzegovina (bandiera) | C     | Dario Šarić          |
| 31 | Italia (bandiera)               | C     | Diego Fabbrini       |
| 32 | Italia (bandiera)               | C     | Fabrizio Caligara    |
| 33 | Brasile (bandiera)              | D     | Eric Botteghin       |
| 37 | Italia (bandiera)               | C     | Fabio Maistro        |
| 40 | Italia (bandiera)               | A     | Andrea de Paoli      |
| 54 | Italia (bandiera)               | D     | Nicola Falasco       |
| 55 | Italia (bandiera)               | D     | Giuseppe Bellusci    |
| 74 | Italia (bandiera)               | A     | Frank Tsadjout       |
| 77 | Liechtenstein (bandiera)        | C     | Marcel Büchel        |
| 99 | Stati Uniti (bandiera)          | A     | Anthony Fontana      |

## Calciomercato

### Sessione estiva(dall'01/07 al 31/08)
| Acquisti | Acquisti                | Acquisti           | Acquisti                                 |
| R.       | Nome                    | da                 | Modalità                                 |
| -------- | ----------------------- | ------------------ | ---------------------------------------- |
| P        | Enrico Guarna           | Reggina            | definitivo                               |
| P        | Nicola Leali            | Perugia            | riscatto cartellino                      |
| D        | Federico Baschirotto    | Viterbese          | definitivo                               |
| D        | Eric Botteghin          | Feyenoord          | definitivo                               |
| D        | Tommaso D'Orazio        | Bari               | rinnovo prestito                         |
| D        | Gian Filippo Felicioli  | Venezia            | prestito                                 |
| D        | Emanuele Maurizii       | Matelica           | fine prestito                            |
| D        | Alessandro Salvi        | Frosinone          | definitivo                               |
| D        | Daniele Sarzi Puttini   | Bari               | fine prestito                            |
| D        | Francesco Semeraro      | Cavese             | fine prestito                            |
| D        | Lukas Spendlhofer       | Ihud Bnei Sakhnin  | fine prestito                            |
| D        | Aljaz Tavcar            | Vitanest Bilje     | definitivo                               |
| C        | Fabrizio Caligara       | Cagliari           | rinnovo prestito con obbligo di riscatto |
| C        | Manuele Castorani       | Virtus Francavilla | definitivo                               |
| C        | Michele Collocolo       | Cesena             | definitivo                               |
| C        | Chrīstos Dōnīs          | VVV-Venlo          | fine prestito                            |
| C        | Diego Fabbrini          | Dinamo Bucarest    | definitivo                               |
| C        | Marco Fiorani           | Ravenna            | definitivo                               |
| C        | Fabio Maistro           | Lazio              | prestito                                 |
| C        | Diogo Pinto             | Vilafranquense     | fine prestito                            |
| C        | Cristian Scorza         | Piacenza           | fine prestito                            |
| A        | Giuseppe Barone         | Salernitana        | definitivo                               |
| A        | Cosimo Chiricò          | Padova             | fine prestito                            |
| A        | Andrea De Paoli         | Monopoli           | prestito con obbligo di riscatto         |
| A        | Davide Di Francesco     | Teramo             | fine prestito                            |
| A        | Simone Ganz             | Mantova            | fine prestito                            |
| A        | Atanas Iliev            | Botev Plovdiv      | definitivo                               |
| A        | Ricardo Matos           | Casertana          | fine prestito                            |
| A        | Elia Petrelli           | Genoa              | prestito                                 |
| A        | Danilo Giacinto Ventola | Turris             | fine prestito                            |

| Cessioni | Cessioni                | Cessioni               | Cessioni      |
| R.       | Nome                    | da                     | Modalità      |
| -------- | ----------------------- | ---------------------- | ------------- |
| P        | Mouhamadou Sarr         | Bologna                | fine prestito |
| P        | Vincenzo Venditti       |                        | svincolato    |
| D        | Riccardo Brosco         | L.R. Vicenza           | definitivo    |
| D        | Fabrizio Cacciatore     |                        | svincolato    |
| D        | Gabriele Corbo          | Bologna                | fine prestito |
| D        | Amine Ghazoini          | Royal Excelsior Virton | prestito      |
| D        | Emanuele Maurizii       | Ancona                 | prestito      |
| D        | Simone Pinna            | Cagliari               | fine prestito |
| D        | Raffaele Pucino         |                        | svincolato    |
| D        | Daniele Sarzi Puttini   | ACR Messina            | prestito      |
| D        | Francesco Semeraro      | Grosseto               | prestito      |
| C        | Michele Cavion          |                        | svincolato    |
| C        | Andrea Danzi            | Verona                 | fine prestito |
| C        | Marco Fiorani           | Teramo                 | prestito      |
| C        | Oliver Kragl            | Benevento              | fine prestito |
| C        | Dean Lico               | Partizani              | prestito      |
| C        | Nicola Mosti            | Monza                  | fine prestito |
| C        | Daniele Olivieri        | Legnago                | prestito      |
| C        | Diogo Pinto             | Estrela da Amadora     | prestito      |
| C        | Cristian Scorza         | Trento                 | prestito      |
| A        | Riad Bajić              | Udinese                | fine prestito |
| A        | Gianmarco Cangiano      | Bologna                | fine prestito |
| A        | Gabriel Charpentier     | Genoa                  | fine prestito |
| A        | Cosimo Chiricò          | Padova                 | definitivo    |
| A        | Mattia D'Agostino       | Monopoli               | prestito      |
| A        | Davide Di Francesco     | Campobasso             | prestito      |
| A        | Simone Ganz             | Lecco                  | prestito      |
| A        | Ricardo Matos           | Olhanense              |               |
| A        | Vittorio Parigini       | Genoa                  | fine prestito |
| A        | Simone Simeri           | Bari                   | fine prestito |
| A        | Adrian Stoian           |                        | svincolato    |
| A        | Apostolos Vellios       | Academica Clinceni     | definitivo    |
| A        | Danilo Giacinto Ventola | Virtus Francavilla     | prestito      |

### Sessione invernale(dal 03/01 al 31/01)
| Acquisti         | Acquisti              | Acquisti  | Acquisti                              |
| R.               | Nome                  | da        | Modalità                              |
| ---------------- | --------------------- | --------- | ------------------------------------- |
| D                | Giuseppe Bellusci     | Monza     | prestito                              |
| D                | Nicola Falasco        | Pordenone | definitivo                            |
| C                | Luca Paganini         | Lecce     | definitivo                            |
| A                | Federico Ricci        | Reggina   | prestito con diritto di riscatto      |
| A                | Frank Tsadjout        | Milan     | prestito con opzione e contro opzione |
| Altre operazioni |                       |           |                                       |
| D                | Daniele Sarzi Puttini | Messina   | prestito                              |
| R.               | Nome                  | da        | Modalità                              |

| Cessioni         | Cessioni              | Cessioni         | Cessioni                         |
| R.               | Nome                  | a                | Modalità                         |
| ---------------- | --------------------- | ---------------- | -------------------------------- |
| D                | Anastasios Avlonitis  | Apollōn Limassol | definitivo                       |
| C                | Manuele Castorani     | Feralpisalò      | prestito                         |
| C                | Diego Fabbrini        | Alessandria      | prestito con diritto di riscatto |
| C                | Abdelhamid Sabiri     | Sampdoria        | prestito                         |
| A                | Elia Petrelli         | Genoa            | fine prestito                    |
| Altre operazioni |                       |                  |                                  |
| D                | Daniele Sarzi Puttini | Latina           | fine prestito                    |
| R.               | Nome                  | a                | Modalità                         |

### Fuori sessione
| Acquisti         | Acquisti        | Acquisti | Acquisti   |
| R.               | Nome            | da       | Modalità   |
| ---------------- | --------------- | -------- | ---------- |
| C                | Anthony Fontana |          | svincolato |
| Altre operazioni |                 |          |            |
| R.               | Nome            | da       | Modalità   |

| Cessioni         | Cessioni        | Cessioni | Cessioni   |
| R.               | Nome            | a        | Modalità   |
| ---------------- | --------------- | -------- | ---------- |
| C                | Chrīstos Dōnīs  |          | svincolato |
| A                | Giuseppe Barone |          | svincolato |
| Altre operazioni |                 |          |            |
| R.               | Nome            | a        | Modalità   |

## Risultati

### Serie B

#### Girone di andata
| Arbitro: | Maggioni (Lecco) |

|             |           |  |
| Bidaoui 36’ | Marcatori |  |

| Arbitro: | Valeri (Roma) |

|                       |           |                           |
| Carretta 21’ Rosi 48’ | Marcatori | 3’, 54’ Šarić 59’ Dionisi |

| Arbitro: | Giua (Pisa) |

|  |           |                    |
|  | Marcatori | 73’ (rig.) Dionisi |

| Arbitro: | Abbattista (Molfetta) |

|  |           |                        |
|  | Marcatori | 14’ Sau 25’ R. Insigne |

| Arbitro: | Minelli (Varese) |

|             |           |                                         |
| Palombi 68’ | Marcatori | 11’ Dionisi 38’ Botteghin 58’ Collocolo |

| Arbitro: | Massimi (Termoli) |

|                           |           |                                             |
| Dionisi 17’ Felicioli 23’ | Marcatori | 44’ Cistana 60’ Chancellor 73’ (rig.) Pajač |

| Arbitro: | Di Martino (Teramo) |

|                     |           |                           |
| Canestrelli 8’, 20’ | Marcatori | 27’ Dionisi 90+4’ Bidaoui |

| Arbitro: | Dionisi (L'Aquila) |

|           |           |              |
| Iliev 64’ | Marcatori | 7’ Strefezza |

| Arbitro: | Maggioni (Lecco) |

|                     |           |             |
| Gatti 32’ Ricci 48’ | Marcatori | 65’ Bidaoui |

| Arbitro: | Miele (Nola) |

|  |           |             |
|  | Marcatori | 63’ Colombo |

| Arbitro: | Marcenaro (Genova) |

|             |           |                    |
| Masucci 25’ | Marcatori | 40’ (rig.) Dionisi |

| Arbitro: | Paterna (Teramo) |

|                               |           |          |
| Dionisi 19’ Brosco 42’ (aut.) | Marcatori | 61’ Diaw |

| Arbitro: | Santoro (Messina) |

|  |           |           |
|  | Marcatori | 41’ Salvi |

| Arbitro: | Di Martino (Teramo) |

|                  |           |            |
| Sabiri 7’ (rig.) | Marcatori | 35’ Valoti |

| Arbitro: | Abisso (Palermo) |

|                     |           |                |
| Montalto 36’ (rig.) | Marcatori | 2’, 54’ Sabiri |

| Ascoli Piceno 5 dicembre 2021, ore 14:00 CET 16ª giornata | Ascoli           | 0 – 0 referto | Parma | Stadio Cino e Lillo Del Duca (6 837 spett.)\| Arbitro: \| Minelli (Varese) \| |
| Arbitro:                                                  | Minelli (Varese) |               |       |                                                                               |

| Arbitro: | Colombo (Como) |

|                                |           |  |
| Baldini 33’ (rig.), 50’ (rig.) | Marcatori |  |

| Arbitro: | Zufferli (Udine) |

|           |           |                                                    |
| Eramo 44’ | Marcatori | 31’ Valeri 39’ Buonaiuto 70’ Di Carmine 90+1’ Vido |

| Arbitro: | Marini (Roma) |

|                            |           |                                                      |
| Falletti 57’ Peralta 90+4’ | Marcatori | 20’, 23’ Maistro 42’ (rig.) Caligara 75’ Baschirotto |

#### Girone di ritorno
| Arbitro: | Meraviglia (Pistoia) |

|                     |           |                                            |
| Tsadjout 55’ (aut.) | Marcatori | 6’ Collocolo 72’ (rig.) Caligara 86’ Iliev |

| Arbitro: | Marcenaro (Genova) |

|  |           |          |
|  | Marcatori | 26’ Lisi |

| Arbitro: | Ayroldi (Molfetta) |

|              |           |              |
| Tsadjout 17’ | Marcatori | 65’ Arrigoni |

| Arbitro: | Santoro (Messina) |

|  |           |                             |
|  | Marcatori | 69’ Bidaoui 89’ Baschirotto |

| Arbitro: | Miele (Nola) |

|                                     |           |  |
| Šarić 29’ Bidaoui 54’ Botteghin 71’ | Marcatori |  |

| Arbitro: | Di Martino (Teramo) |

|                  |           |  |
| Palacio 19’, 52’ | Marcatori |  |

| Arbitro: | Baroni (Firenze) |

|                         |           |          |
| Falasco 84’ Maistro 90’ | Marcatori | 54’ Kone |

| Arbitro: | Abisso (Palermo) |

|                                      |           |           |
| Rodríguez 84’ Coda 56’, 90+5’ (rig.) | Marcatori | 70’ Ricci |

| Arbitro: | Serra (Torino) |

|             |           |            |
| Bidaoui 20’ | Marcatori | 84’ Boloca |

| Arbitro: | Paterna (Teramo) |

|                |           |                            |
| Melchiorri 54’ | Marcatori | 45+1’ Collocolo 90’ Büchel |

| Arbitro: | Marini (Roma) |

|                  |           |  |
| Dionisi 41’, 45’ | Marcatori |  |

| Arbitro: | Santoro (Messina) |

|                               |           |  |
| Zonta 85’ Bellusci 89’ (aut.) | Marcatori |  |

| Arbitro: | Cosso (Reggio Calabria) |

|                 |           |  |
| Baschirotto 84’ | Marcatori |  |

| Arbitro: | Gariglio (Pinerolo) |

|                               |           |  |
| Valoti 16’ Gytkjær 28’ (rig.) | Marcatori |  |

| Arbitro: | Di Martino (Teramo) |

|                          |           |  |
| Caligara 55’ Bidaoui 66’ | Marcatori |  |

| Arbitro: | Marcenaro (Genova) |

|  |           |             |
|  | Marcatori | 43’ Bidaoui |

| Ascoli Piceno 25 aprile 2022, ore 12:30 CEST 36ª giornata | Ascoli           | 0 – 0 referto | Cittadella | Stadio Cino e Lillo Del Duca (6 164 spett.)\| Arbitro: \| Minelli (Varese) \| |
| Arbitro:                                                  | Minelli (Varese) |               |            |                                                                               |

| Arbitro: | Manganiello (Pinerolo) |

|  |           |                 |
|  | Marcatori | 51’ Baschirotto |

| Arbitro: | Maggioni (Lecco) |

|                                             |           |               |
| Tsadjout 6’, 19’, 60’ M. Defendi 63’ (aut.) | Marcatori | 46’ Partipilo |

### Play-off
| Arbitro: | Manganiello (Pinerolo) |

|  |           |              |
|  | Marcatori | 38’ Lapadula |

### Coppa Italia
| Arbitro: | Gariglio (Pinerolo) |

|                             |           |                |
| Pereyra 11’, 55’ Molina 53’ | Marcatori | 90+2’ D'Orazio |

## Statistiche

### Statistiche dei giocatori
| Giocatore      | Serie B  | Serie B | Serie B     | Serie B    | Coppa Italia | Coppa Italia | Coppa Italia | Coppa Italia | Totale   | Totale | Totale      | Totale     |
| Giocatore      | Presenze | Reti    | Ammonizioni | Espulsioni | Presenze     | Reti         | Ammonizioni  | Espulsioni   | Presenze | Reti   | Ammonizioni | Espulsioni |
| -------------- | -------- | ------- | ----------- | ---------- | ------------ | ------------ | ------------ | ------------ | -------- | ------ | ----------- | ---------- |
| A. Aulōnitīs   | 15       | 0       | 1           | 0          | 1            | 0            | 1            | 0            | 16       | 0      | 2           | 0          |
| G. Barone      | 0        | 0       | 0           | 0          | 0            | 0            | 0            | 0            | 0        | 0      | 0           | 0          |
| F. Baschirotto | 29       | 4       | 2           | 0          | 1            | 0            | 1            | 0            | 30       | 4      | 3           | 0          |
| G. Bellusci    | 16       | 0       | 6           | 0          | 0            | 0            | 0            | 0            | 16       | 0      | 6           | 0          |
| S. Bidaoui     | 36       | 8       | 4           | 0          | 1            | 0            | 0            | 0            | 37       | 8      | 4           | 0          |
| L. Bolletta    | 0        | 0       | 0           | 0          | 0            | 0            | 0            | 0            | 0        | 0      | 0           | 0          |
| E. Botteghin   | 31       | 2       | 4           | 1          | 1            | 0            | 0            | 0            | 32       | 2      | 4           | 1          |
| M. Büchel      | 30       | 1       | 11          | 1          | 1            | 0            | 0            | 0            | 31       | 1      | 11          | 1          |
| F. Caligara    | 31       | 3       | 7           | 0          | 0            | 0            | 0            | 0            | 31       | 3      | 7           | 0          |
| M. Castorani   | 3        | 0       | 0           | 0          | 1            | 0            | 0            | 0            | 4        | 0      | 0           | 0          |
| M. Collocolo   | 32       | 3       | 7           | 0          | 1            | 0            | 0            | 0            | 33       | 3      | 7           | 0          |
| T. D'Orazio    | 27       | 0       | 4           | 0          | 1            | 1            | 0            | 0            | 28       | 1      | 4           | 0          |
| A. de Paoli    | 15       | 0       | 2           | 0          | 0            | 0            | 0            | 0            | 15       | 0      | 2           | 0          |
| F. Dionisi     | 29       | 9       | 5           | 0          | 1            | 0            | 1            | 0            | 30       | 9      | 6           | 0          |
| C. Dōnīs       | 0        | 0       | 0           | 0          | 0            | 0            | 0            | 0            | 0        | 0      | 0           | 0          |
| M. Eramo       | 27       | 1       | 7           | 0          | 1            | 0            | 0            | 0            | 28       | 1      | 7           | 0          |
| D. Fabbrini    | 11       | 0       | 2           | 0          | 1            | 0            | 0            | 0            | 12       | 0      | 2           | 0          |
| N. Falasco     | 16       | 1       | 3           | 0          | 0            | 0            | 0            | 0            | 16       | 1      | 3           | 0          |
| G. Felicioli   | 7        | 1       | 1           | 0          | 0            | 0            | 0            | 0            | 7        | 1      | 1           | 0          |
| A. Fontana     | 0        | 0       | 0           | 0          | 0            | 0            | 0            | 0            | 0        | 0      | 0           | 0          |
| E. Guarna      | 2        | -2      | 0           | 0          | 0            | 0            | 0            | 0            | 2        | -2     | 0           | 0          |
| A. Iliev       | 29       | 2       | 4           | 0          | 0            | 0            | 0            | 0            | 29       | 2      | 4           | 0          |
| N. Leali       | 35       | -39     | 2           | 0          | 1            | -3           | 0            | 0            | 36       | -42    | 2           | 0          |
| F. Maistro     | 30       | 3       | 2           | 0          | 0            | 0            | 0            | 0            | 30       | 3      | 2           | 0          |
| L. Paganini    | 11       | 0       | 0           | 0          | 0            | 0            | 0            | 0            | 11       | 0      | 0           | 0          |
| F. Palazzino   | 4        | 0       | 0           | 0          | 0            | 0            | 0            | 0            | 4        | 0      | 0           | 0          |
| E. Petrelli    | 0        | 0       | 0           | 0          | 0            | 0            | 0            | 0            | 0        | 0      | 0           | 0          |
| D. Quaranta    | 20       | 0       | 2           | 0          | 1            | 0            | 0            | 0            | 21       | 0      | 2           | 0          |
| F. Ricci       | 15       | 1       | 1           | 0          | 0            | 0            | 0            | 0            | 15       | 1      | 1           | 0          |
| A. Sabiri      | 11       | 3       | 4           | 0          | 0            | 0            | 0            | 0            | 11       | 3      | 4           | 0          |
| A. Salvi       | 25       | 1       | 5           | 1          | 0            | 0            | 0            | 0            | 25       | 1      | 5           | 1          |
| D. Šarić       | 30       | 3       | 7           | 1          | 1            | 0            | 0            | 0            | 31       | 3      | 7           | 1          |
| L. Spendlhofer | 0        | 0       | 0           | 0          | 0            | 0            | 0            | 0            | 0        | 0      | 0           | 0          |
| A. Tavčar      | 0        | 0       | 0           | 0          | 0            | 0            | 0            | 0            | 0        | 0      | 0           | 0          |
| F. Tsadjout    | 15       | 1       | 3           | 0          | 0            | 0            | 0            | 0            | 15       | 1      | 3           | 0          |